# 존 에릭슨
존 에릭슨(영어: John Ericson, 1926년 9월 25일 ~ 2020년 5월 3일)은 미국의 배우이다. 독일 태생으로 본명은 요아힘 알렉산더 오토카어 마이베스(독일어: Joachim Alexander Ottokar Meibes)이다.
뒤셀도르프에서 태어났으며 산테페에서 폐렴으로 인해 사망하였다.

## 영화
- 더 파 사이드 오브 제리초 (2006년)
- 케네디가의 신화 (1985년)
- 지옥의 대전투 (1984년)
- 꿈꾸는 낙원 (1978년)
- 기동순찰대 (1977년)
- 마법의 빗자루 (1971년)
- 닥터 게논 (1969년)
- FBI (1965년)
- 언더 텐 플랙스 (1960년)
- 보난자 (1959년)
- 40정의 총 (1957년)
- 배드 데이 블랙 록 (1955년)
- 디즈니랜드 (1954년) - 조지 로스 역
- 클라이막스! (1954년)
- 황태자의 첫사랑 (1954년)
- 에메랄드 (1954년)
- 테레사 (1951년)